# Коннорс, Джимми
Джеймс Скотт «Джимми» Коннорс (англ. James Scott "Jimmy" Connors; род. 2 сентября 1952 года, Белвилл, Иллинойс, США) — американский профессиональный теннисист, бывшая первая ракетка мира.

## Достижения
Профессионал с 1972 года. Выиграл 120 турниров (из них 109 турниров ATP, абсолютный рекорд, не побитый по сей день) в одиночном и 15 турниров в парном разряде.
Лучшие результаты в турнирах «Большого шлема»:
- Чемпион Австралии (1974) в одиночном разряде.
- Чемпион Уимблдона (1974, 1982) в одиночном разряде, чемпион (1973) в парном разряде в паре с Илие Настасе.
- Чемпион США (1974, 1976, 1978, 1982, 1983),  в возрасте 39 лет полуфиналист (1991) в одиночном разряде, чемпион (1975) в парном разряде в паре с Илие Настасе.
- Полуфиналист Открытого чемпионата Франции (1979, 1980, 1984, 1985) в одиночном разряде.

Победитель Кубка Мастерс в 1977 году.
Первая ракетка мира с 29 июля 1974 года, сохранял титул с этого момента непрерывно в течение 160 недель по 22 августа 1977, (рекорд, продержавшийся почти 30 лет и побитый Роджером Федерером 26 февраля 2007 года) после чего ещё 8 раз занимал первую строчку в рейтинге. В общей сложности за время карьеры был первым на протяжении 268 недель (пятый результат в истории, после Новака Джоковича — 428, Роджера Федерера — 310, Пита Сампраса — 286, Ивана Лендла — 270).
Завершил профессиональную карьеру в 1996 году.
Одно время был тренером американского теннисиста Энди Роддика и россиянки Марии Шараповой.
В середине 1980-х гг. у него был роман с Мисс мира 1973 Марджори Уоллес, которая даже переехала жить в его квартиру в Лос-Анджелесе. Коннорс, по словам Марджи Уоллес, был «… фантастическим человеком. Совсем другим мужчиной вне корта». Их отношения продлились недолго и после разрыва Уоллес переехала в город Нью-Йорк.

## Рекорды
- 12 подряд одиночных полуфиналов на US Open (1974—1985)
- 11 подряд одиночных четвертьфиналов на Уимблдоне
- 158 одиночных финалов
- 44 титула на ковровом покрытии
- 54 титула на закрытых кортах (под крышей)
- наибольшее количество сыгранных одиночных матчей — 1557
- 98 выигранных матча на US Open
- 107 выигранных матча на траве в рамках Турниров Большого Шлема
- 4 титула на траве за год (1974)
- 9 титулов на харде за сезон (1973)
- 12 лет подряд процент выигранных матчей более 80 %
- 12 лет подряд заканчивал год в ТОП-3
- 14 лет подряд заканчивал год в ТОП-4

## Выступления на командных турнирах

### Финалы командных турниров (1)

#### Поражения (1)
| №  | Год  | Турнир       | Команда                                           | Соперник в финале                                     | Счёт |
| 1. | 1984 | Кубок Дэвиса | США Д. Коннорс, Д. Макинрой, П. Флеминг, Д. Ариас | Швеция М. Виландер, Х. Сундстрём, С. Эдберг, А. Яррид | 1-4  |

## Интересные факты
Задействовав методы компьютерного анализа в тренировочном процессе, Коннорс сумел увеличить скорость полёта мяча при подаче на 30 км/ч. Анализ элементарных движений Коннорса показал, что он совершает малозаметное ненужное перемещение стопы. Несколько месяцев тренировок позволили ему избавиться от этого движения.